# Романьяно-Сезия
Романья́но-Се́зия (итал. Romagnano Sesia, пьем. Romagnan) — коммуна в Италии, в регионе Пьемонт, подчиняется административному центру Новара.
Население составляет 4045 человек (2008 г.), плотность населения — 224 чел./км². Занимает площадь 18 км². Почтовый индекс — 28078. Телефонный код — 0163.
Покровителем коммуны почитается святой Сильван, празднование 10 июля.

## Демография
Динамика населения:

## Администрация коммуны
- Официальный сайт: http://www.comune.romagnano-sesia.no.it